# Bernard Séret
Bernard Séret, né en 1949, est un biologiste marin français. Titulaire d'un DEA d'océanographie biologique, il est connu pour ses travaux sur les raies et les requins, dont il a décrit plusieurs espèces.

## Biographie
Rattaché au Muséum national d'histoire naturelle (MNHN) et à l'Institut de recherche pour le développement,, il a été chef de projet entre 1975 et 1978 au Centre National pour l’Exploitation des Océans, puis a intégré l'Office de la recherche scientifique et technique outre-mer, jusqu'en 1983, et enfin le laboratoire d'ichtyologie du MNHN.
Il est spécialiste, des poissons cartilagineux (requins, raies et chimère). Il conseille les organismes publics et les entreprises privées[Lesquels ?]  sur les problèmes relatifs à la biodiversité, la pêche et la conservation des requins, des raies et des chimères, des thématiques sont de plus en plus prises en compte dans les plans de gestion des pêches et dans les actions de conservation de ces espèces ou de leurs milieux. Il a notamment contribué à l’élaboration de divers plans d’actions[Lesquels ?] pour les requins, de diverses Listes Rouges de l’IUCN, fait des expertises dans le cadre de conventions internationales[réf. souhaitée] (e.g. CITES, CMS) ; il est intervenu dans des programmes européens[Lesquels ?] relatifs aux prises accessoires de requins dans les pêcheries pélagiques, et a participé aux travaux des groupes « requins » du Conseil International pour l’Exploration de la Mer et du Comité national des pêches. Bernard Séret a été membre fondateur de l’European Elasmobranch Association (EEA) et scientifique de cette ONG  jusqu’en 2014. Il est l’auteur de plus de 200 publications et descripteurs de 63 espèces nouvelles. Bernard Séret est aussi un « vieux plongeur » qualifié MF1 et CAH1B, enseigne la plongée en milieu associatif[Lesquelles ?]. Il apparaît sous le pseudonyme de "Bruno" dans l'essai autobiographique "ferme ta bouche" (édition les 2 encres) de sa femme Vérène Séret aka Zita Naramé.
Bernard Séret est également connu pour avoir participé au scandale de la photo truquée d'un cœlacanthe en 2000 alors que lui et ses co-auteurs tentaient de montrer dans la revue Nature qu'une photo originale prouvait l'existence du Coelacanthe Latimeria chalumnae en Indonésie en 1995. Or, cette photographie était un faux clairement démontrable, la photo du coelacanthe étant en fait celle, détourée de l'article de Mark Erdmann publiée en 1998,. Bernard Séret, qui a soumis le cliché à un expert judiciaire pour le vérifier, a dû reconnaître la manipulation par un de ses co-auteurs, George Serre, lequel avait fourni le cliché, qu'il disait lui avoir été volé et restitué et qui avait été prise par un ami, décédé au moment du scandale. En dépit de l'émoi du monde scientifique,,, Bernard Séret continua paisiblement sa carrière jusqu'à sa retraite.
Selon le portail Research Gate, les principaux collaborateurs de Bernard Séret sont Peter R. Last, Matthias F. W. Stehmann, Gavin J. P. Naylor, Éric Clua, François Poisson et Marcelo Rodrigues de Carvalho.

## Publications
- Bernard Séret (ill. Pierre Opic), Poissons de mer de l'ouest africain tropical, Paris, Orstom Editions, 1981, 450 p. (ISBN 2-7099-0600-7)
- Géry Van Grevelynghe, Alain Diringer et Bernard Séret, Tous les requins du monde : 300 espèces des mers du globe, Delachaux et Niestlé, coll. « Les encyclopédies du naturaliste », 1999, 336 p. (ISBN 978-2-603-01148-5)
- Bernard Séret, Les Requins des côtes françaises, Ouest-France, 1999, 32 p. (ISBN 978-2-7373-2432-1)
- Bernard Séret et Patrick Louisy (ill. Pascal Robin), Les Requins, Milan, 2004 (ISBN 978-2-7459-1601-3)
- Bernard Séret, Guide des requins, des raies et des chimères des pêches françaises, IRD Paris, 2010
- Bernard Séret et Patrick David, Les Requins, Paris, Auzou, 2014, 29 p. (ISBN 978-2-7338-2938-7)
- Bernard Séret (texte) et Julien Solé (dessin), Les Requins : Les connaitre pour les comprendre, Bruxelles, Le Lombard, coll. « Petite Bédéthèque des savoirs », 2016, 87 p. (ISBN 978-2-8036-3500-9)
- Bernard Séret et Steven Surina, Charte internationale de l'écotourisme requin responsable[12]